# Вір'є (Хорватія)
46°04′ пн. ш. 16°59′ сх. д. / 46.06° пн. ш. 16.99° сх. д.
Вір'є (хорв. Virje) – громада і населений пункт в Копривницько-Крижевецькій жупанії Хорватії.

## Населення
Населення громади за даними перепису 2011 року становило 4 587 осіб. Населення самого поселення становило 3 302 осіб.
Динаміка чисельності населення громади:
Динаміка чисельності населення центру громади:

## Населені пункти
Крім поселення Вір'є, до громади також входять:
- Донє Зделиці
- Хамповиця
- Михолянець
- Ракитниця
- Шемовці